# RPD
RPD (rusky: ручной пулемёт Дегтярёва Ručnoj Pulemjot Degťjarjova) je lehký kulomet ráže 7,62 mm vyvinutý v SSSR pod vedením Vasilije Děgťarjova pro náboj 7.62 × 39mm M43 a jako náhrada za původní lehký kulomet DP, který používal náboj 7,62×54mmR. Zavádění RPD je tedy projevem tehdejší tendence sovětských ozbrojených sil v zavádění nových samonabíjecích a samočinných zbraní v ráži 7.62 × 39mm M43. RPD je předchůdcem většiny sovětských lehkých podpůrných zbraní. V sovětské armádě byl později nahrazen typem RPK.

## Popis zbraně
Zbraň funguje na principu odběru prachových plynů z hlavně, které jsou vedeny kanálkem pod hlavní na dlouhý píst, který je pevně spojen s nosičem závorníku. Uzamykání závěru je řešeno stejně jako u kulometu DP 27 destičkami, které se vyklápějí do boků a zapadají do vybrání v rámu. Kulomet střílí pouze dávkou a z otevřeného závěru. Kontejner s nábojovým pásem je ke zbrani připevněn zespoda a pás se do zbraně vkládá zleva. Hlaveň je ve zbrani napevno a není možné ji v bojových podmínkách vyměnit při přehřátí, jako to kulomety některých konstrukcí umožňují.